# Хатлонский государственный медицинский университет
Хатлонский государственный медицинский университет (тадж. Донишгоҳи давлатии тиббии Хатлон) — один из вузов высшего профессионального образования Таджикистана. Университет расположен в посёлке Дангара Хатлонской области.

## Краткая информация
Учреждение университета является высшим профессиональным учебным заведением и имеет государственные лицензии Министерства образования Таджикистана на право ведения образовательной деятельности в сфере высшего профессионального образования и свидетельство о государственной аккредитации. Имеющиеся факты и цифры свидетельствуют о том, что нехватка врачей с высшим профессиональным образованием, особенно в Хатлонской области, население которой достигло более 3,5 млн человек, является одной из основных проблем отрасли. Эмомали Рахмон в своем послании подчеркнул, что ситуация с обеспечением медицинскими кадрами, особенно в Хатлонской области, вызывает тревогу, ведь на 10 000 жителей Хатлонской области приходится 11 врачей, что является низким показателем по сравнению с другими регионами страны.  Именно нехватка и наименьшее количество профессиональных врачей в Хатлонской области привело к созданию ГОУ «Хатлонский государственный медицинский университет».

## История
Государственное образовательное учреждение Хатлонский государственный медицинский университет было образовано в марте 2016 года в городе Дангара Хатлонской области. В 2016-2017 учебном году на основании лицензии выделено 350 мест для приема 350 человек, из них 150 мест предусмотрено для обучения на бюджетной основе и 200 мест предусмотрено на договорной основе. Из общего числа абитуриентов 1146 человек (70,2%) из Хатлонской области, 188 человек (11,5%) из Согдийской области, 10 человек (0,6%) из ГБАО, 137 человек (8,4%) из РРП и 152 человека (9,3%) были из Душанбе. Согласно решению правления вуза, из максимальных 210 баллов тестовых вопросов проходной балл по второму экзамену был установлен на уровне 60 баллов и выше. Из 1633 абитуриентов на экзамен явились 1540 или 94,3 процента. Из числа сдавших экзамен 519 человек (33%) набрали 60 баллов и более и были допущены ко второму туру. 

## Факультеты
В структуре университета 3 факультета:
- Медицинский
- Педиатрический
- Стоматологический

Декан факультета: Гафуров Бобомород Абдукахорович.
Заместители декана: Мардонова Н. М., Холов А. Д., Курбонзода Д. А., Набиева А. А.
(Количество студентов более 2000 человек)

## Администрация
С 2016 года ректор университета, доктор медицинских наук, профессор Убайдулло Курбон.